# ويكي الأنساب
ويكي الأنساب (بالإنجليزية: WikiTree)‏ هو موقع ويب من نوع قاعدة بيانات علم الأنساب وقاعدة بيانات على النت أنشئ في 2008، وهو متوفر باللغة الإنجليزية ومحتواه الأساسي حول علم الأنساب.

## وصلات خارجية
- الموقع الرسمي